# Чечулин, Иван Павлович
Ива́н Па́влович Чечу́лин (19 сентября 1918 — 2 февраля 1945) — командир взвода лёгких бронемашин отдельной разведывательной роты 9-й гвардейской механизированной бригады 3-го гвардейского механизированного корпуса 1-го Прибалтийского фронта, гвардии техник-лейтенант. Герой Советского Союза.

## Биография
Родился 19 сентября 1918 года в деревне Чечулино (ныне в Каменском районе Свердловской области) в крестьянской семье. Жил с родителями в посёлке Верхняя Синячиха, затем на станции Сысерть (ныне посёлок Станционный-Полевской)[уточнить]. Учился в техникуме в городе Кемерово, работал на азотно-туковом заводе.
В октябре 1939 года был призван в Красную Армию Кемеровским горвоенкоматом. Участник Великой Отечественной войны с июня 1941 года. В боях с немецко-вражескими захватчиками участвовал на Западном, Юго-Западном фронтах. В 1943 году окончил 3-е Саратовское бронетанковое училище. Член ВКП(б) с 1944 года. Став офицером, воевал командиром взвода лёгких бронемашин отдельной разведывательной роты 9-й гвардейской механизированной бригады на 1-м Прибалтийском фронте.
28 июля 1944 года в составе разведгруппы вёл разведку по маршруту Шяуляй — Елгава. Вместе с сапёрами под огнём противника разминировал мост через реку, чем обеспечил стремительное продвижение частей. Продолжая разведку, ворвался на окраину города Йонишкис, навёл панику, рассеял до батальона противников, захватил 3 тягача, пушку и 5 мотоциклов. Преследуя отступающего противника, настиг колонну машин с пехотой, огнём из пулемёта уничтожил 17 машин и до 60 противников. На станции Элея обнаружил бронепоезд, который был уничтожен.
Когда был ранен командир разведгруппы, гвардии техник-лейтенант Чечулин принял командование группой на себя, пробился через автоколонну противника, уничтожив при этом лично гранатами три автомобиля. Будучи сам раненым, продолжал руководить боем. 29 июля представлен к присвоению звания Героя Советского Союза.
Бои продолжались. Гвардии техник-лейтенант Чечулин погиб в бою 2 февраля 1945 года. Похоронен на братском воинском кладбище в посёлке Вайнёде Лиепайского района Латвии.
Указом Президиума Верховного Совета СССР от 24 марта 1945 года за мужество и героизм гвардии техник-лейтенанту Чечулину Ивану Павловичу присвоено звание Героя Советского Союза.

## Награды
- Орден Отечественной войны 1-й степени (12.8.1944)[1]
- Медаль «За оборону Москвы» (11.12.1944)[2]
- звание Героя Советского Союза: медаль «Золотая Звезда» и орден Ленина (24.3.1945).

## Память
В посёлке Верхняя Синячиха на доме, где жил Герой, установлена мемориальная доска.